# The 50 Greatest Cartoons
The 50 Greatest Cartoons: As Selected by 1,000 Animation Professionals (Cele mai bune 50 desene animate: selectate de 1.000 de profesioniști ai animației) este o carte din 1994 scrisă de istoricul animației Jerry Beck. Conține articole despre cincizeci de scurtmetraje de animație considerate a fi printre cele mai bune realizate vreodată. Desenele animate au fost alese pe baza opiniilor a 1000 de oameni care lucrează în industria animației.
Fiecare desen animat durează mai puțin de 30 de minute. Șaptesprezece dintre filmele selectate sunt scurtmetraje Looney Tunes și Merrie Melodies produse de Warner Bros. Cartoons, iar zece dintre ele au fost regizate de Chuck Jones. Toate desenele animate selectate au fost create și produse înainte de 1960, cu excepția a The Big Snit (# 25, 1985), The Cat Came Back (# 32, 1988), Bambi Meets Godzilla (# 38, 1969), The Man Who Planted Trees (# 44, 1987) și Quasi at the Quackadero (#46, 1975).

## Top 50 cele mai bune desene animate
| Nr. | Titlu                                      | Studio        | An   | Regizor                            |
| --- | ------------------------------------------ | ------------- | ---- | ---------------------------------- |
| 1   | What's Opera, Doc?                         | Warner Bros.  | 1957 | Chuck Jones                        |
| 2   | Duck Amuck                                 | Warner Bros.  | 1953 | Chuck Jones                        |
| 3   | The Band Concert                           | Disney        | 1935 | Wilfred Jackson                    |
| 4   | Duck Dodgers in the 24½th Century          | Warner Bros.  | 1953 | Chuck Jones                        |
| 5   | One Froggy Evening                         | Warner Bros.  | 1955 | Chuck Jones                        |
| 6   | Gertie the Dinosaur                        | Winsor McCay  | 1914 | Winsor McCay                       |
| 7   | Red Hot Riding Hood                        | MGM           | 1943 | Tex Avery                          |
| 8   | Porky in Wackyland                         | Warner Bros.  | 1938 | Bob Clampett                       |
| 9   | Gerald McBoing-Boing                       | UPA           | 1950 | Robert Cannon                      |
| 10  | King-Size Canary                           | MGM           | 1947 | Tex Avery                          |
| 11  | Three Little Pigs                          | Disney        | 1933 | Burt Gillett                       |
| 12  | Rabbit of Seville                          | Warner Bros.  | 1950 | Chuck Jones                        |
| 13  | Steamboat Willie                           | Disney        | 1928 | Walt Disney și Ub Iwerks           |
| 14  | The Old Mill                               | Disney        | 1937 | Wilfred Jackson                    |
| 15  | Bad Luck Blackie                           | MGM           | 1949 | Tex Avery                          |
| 16  | The Great Piggy Bank Robbery               | Warner Bros.  | 1946 | Bob Clampett                       |
| 17  | Popeye the Sailor Meets Sindbad the Sailor | Fleischer     | 1936 | Dave Fleischer                     |
| 18  | The Skeleton Dance                         | Disney        | 1929 | Walt Disney și Ub Iwerks           |
| 19  | Snow White                                 | Fleischer     | 1933 | Dave Fleischer                     |
| 20  | Minnie the Moocher                         | Fleischer     | 1932 | Dave Fleischer                     |
| 21  | Coal Black and de Sebben Dwarfs            | Warner Bros.  | 1943 | Bob Clampett                       |
| 22  | Der Fuehrer's Face                         | Disney        | 1943 | Jack Kinney                        |
| 23  | Little Rural Riding Hood                   | MGM           | 1949 | Tex Avery                          |
| 24  | The Tell-Tale Heart                        | UPA           | 1953 | Ted Parmelee                       |
| 25  | The Big Snit                               | NFB           | 1985 | Richard Condie                     |
| 26  | Brave Little Tailor                        | Disney        | 1938 | Bill Roberts                       |
| 27  | Clock Cleaners                             | Disney        | 1937 | Ben Sharpsteen                     |
| 28  | Northwest Hounded Police                   | MGM           | 1946 | Tex Avery                          |
| 29  | Toot, Whistle, Plunk and Boom              | Disney        | 1953 | Ward Kimball și Charles A. Nichols |
| 30  | Rabbit Seasoning                           | Warner Bros.  | 1952 | Chuck Jones                        |
| 31  | The Scarlet Pumpernickel                   | Warner Bros.  | 1950 | Chuck Jones                        |
| 32  | The Cat Came Back                          | NFB           | 1988 | Cordell Barker                     |
| 33  | Superman                                   | Fleischer     | 1941 | Dave Fleischer                     |
| 34  | You Ought to Be in Pictures                | Warner Bros.  | 1940 | Friz Freleng                       |
| 35  | Ali Baba Bunny                             | Warner Bros.  | 1957 | Chuck Jones                        |
| 36  | Feed the Kitty                             | Warner Bros.  | 1952 | Chuck Jones                        |
| 37  | Bimbo's Initiation                         | Fleischer     | 1931 | Dave Fleischer                     |
| 38  | Bambi Meets Godzilla                       | Indépendant   | 1969 | Marv Newland                       |
| 39  | Little Red Riding Rabbit                   | Warner Bros.  | 1944 | Friz Freleng                       |
| 40  | Peace on Earth                             | MGM           | 1939 | Hugh Harman                        |
| 41  | Rooty Toot Toot                            | UPA           | 1951 | John Hubley                        |
| 42  | The Cat Concerto                           | MGM           | 1946 | William Hanna și Joseph Barbera    |
| 43  | The Barber of Seville                      | Lantz         | 1944 | James Culhane                      |
| 44  | Omul care a plantat copaci                 | Frédéric Back | 1987 | Frédéric Back                      |
| 45  | Book Revue                                 | Warner Bros.  | 1946 | Bob Clampett                       |
| 46  | Quasi at the Quackadero                    | Independent   | 1975 | Sally Cruikshank                   |
| 47  | A Corny Concerto                           | Warner Bros.  | 1943 | Bob Clampett                       |
| 48  | The Unicorn in the Garden                  | UPA           | 1953 | William T. Hurtz                   |
| 49  | The Dover Boys                             | Warner Bros.  | 1942 | Chuck Jones                        |
| 50  | Felix in Hollywood                         | Pat Sullivan  | 1923 | Otto Messmer                       |

## Alte desene animate cele mai bune

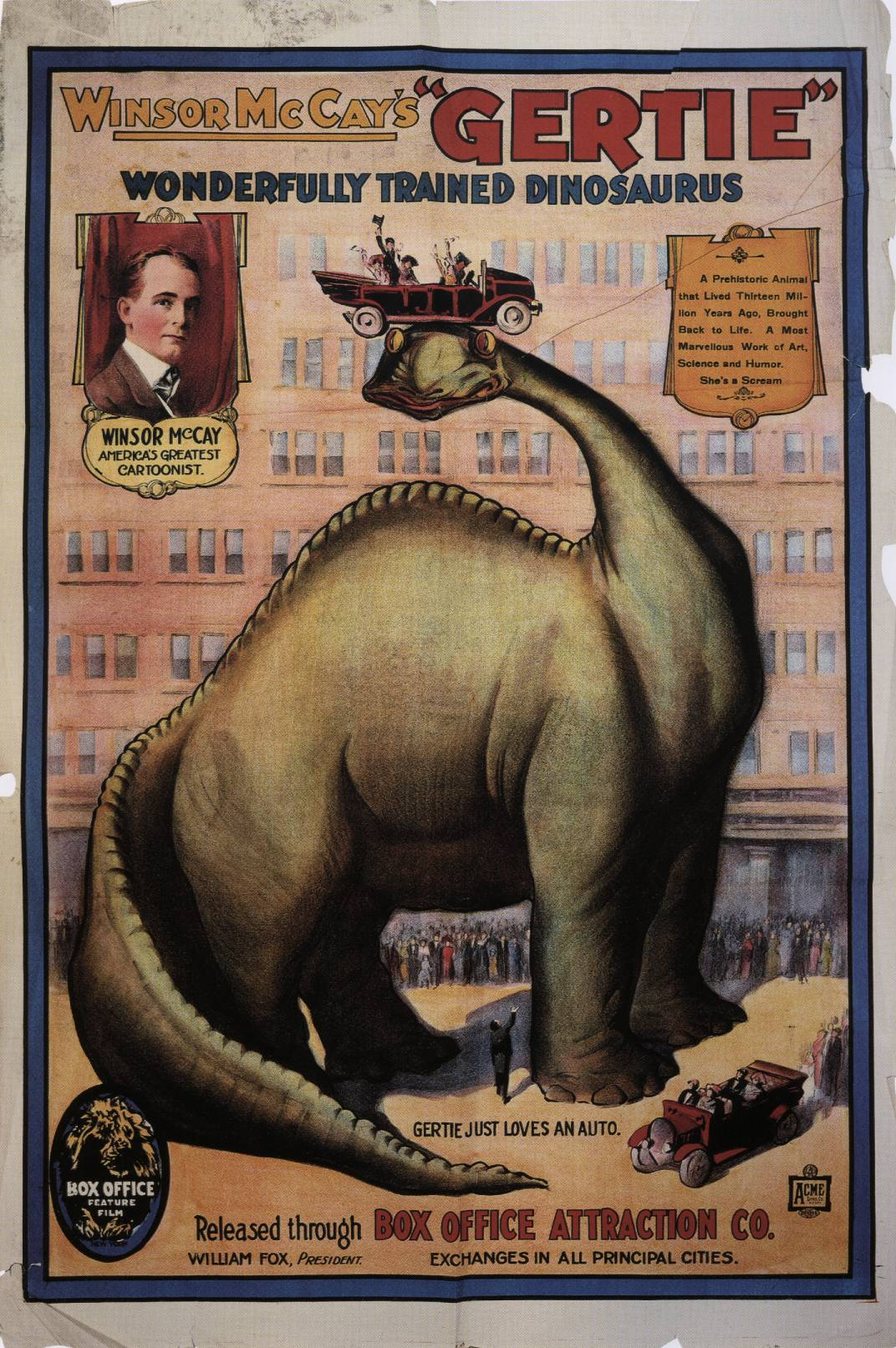
Gertie the Dinosaur (afiș)

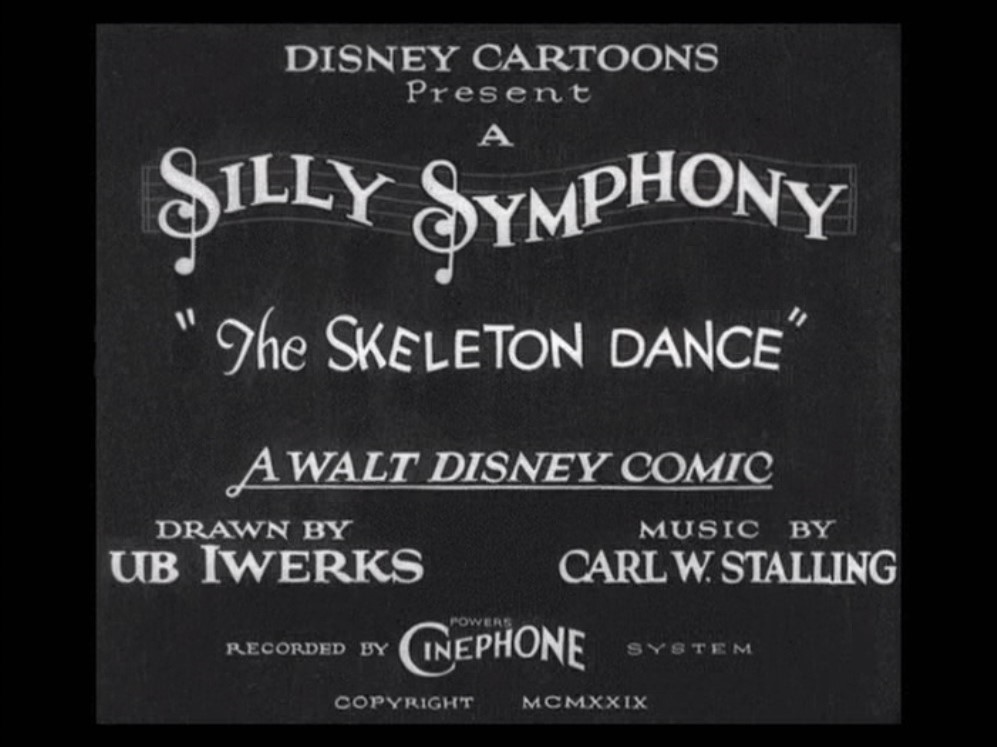
The Skeleton Dance (1929)

Pe lângă lista principală, cartea recomandă și alte desene animate care au fost nominalizate pe lista principală. Sunt plasate în ordine alfabetică: Allegretto, Balloon Land, Baseball Bugs, The Big Snooze, Blitz Wolf, The Box, Bugs Bunny and the Three Bears, Bugs Bunny Gets the Boid, Indépendant, The Crunch Bird, Education for Death etc.
| Titlu                                            | Studio             | An   | Regizor                          |
| ------------------------------------------------ | ------------------ | ---- | -------------------------------- |
| Allegretto                                       | Independent        | 1936 | Oskar Fischinger                 |
| Balloon Land                                     | Celebrity Pictures | 1935 | Ub Iwerks                        |
| Baseball Bugs                                    | Warner Bros.       | 1946 | Friz Freleng                     |
| The Big Snooze                                   | Warner Bros.       | 1946 | Bob Clampett                     |
| Blitz Wolf                                       | MGM                | 1942 | Tex Avery                        |
| The Box                                          | Independent        | 1967 | Fred Wolf                        |
| Bugs Bunny and the Three Bears                   | Warner Bros.       | 1944 | Chuck Jones                      |
| Bugs Bunny Gets the Boid                         | Warner Bros.       | 1942 | Bob Clampett                     |
| Crac                                             | Independent        | 1981 | Frédéric Back                    |
| The Crunch Bird                                  | Independent        | 1971 | Ted Petok                        |
| Education for Death                              | Disney             | 1943 | Clyde Geronimi                   |
| Ersatz                                           | Zagreb Film        | 1961 | Dušan Vukotić                    |
| Fast and Furry-ous                               | Warner Bros.       | 1949 | Chuck Jones                      |
| Ferdinand the Bull                               | Disney             | 1938 | Dick Richard                     |
| Flebus                                           | Terrytoons         | 1957 | Ernest Pintoff și Gene Deitch    |
| Flowers and Trees                                | Disney             | 1932 | Burt Gillet                      |
| Frank Film                                       | Independent        | 1973 | Frank Mouris                     |
| Furies                                           | Independent        | 1978 | Sara Petty                       |
| Gorilla My Dreams                                | Warner Bros.       | 1948 | Robert McKimson                  |
| Hair-Raising Hare                                | Warner Bros.       | 1946 | Chuck Jones                      |
| I Love to Singa                                  | Warner Bros.       | 1936 | Tex Avery                        |
| Kitty Kornered                                   | Warner Bros.       | 1946 | Bob Clampett                     |
| Ko-Ko's Earth Control                            | Fleischer          | 1928 | Dave Fleischer                   |
| Little Nemo                                      | Winsor McCay       | 1911 | Winsor McCay                     |
| Lonesome Ghosts                                  | Disney             | 1937 | Burt Gillet                      |
| Lupo the Butcher                                 | Rocketship Ltd,    | 1987 | Danny Antonucci                  |
| The Mechanical Monsters                          | Fleischer          | 1941 | Dave Fleischer                   |
| Mickey's Service Station                         | Disney             | 1935 | Ben Sharpsteen                   |
| Mickey's Trailer                                 | Disney             | 1938 | Ben Sharpsteen                   |
| Moonbird                                         | Independent        | 1959 | John Hubley și Faith Hubley      |
| Mother Goose Goes Hollywood                      | Disney             | 1938 | Wilfred Jackson                  |
| Mouse Cleaning                                   | MGM                | 1948 | William Hanna și Joeseph Barbera |
| Moving Day                                       | Disney             | 1936 | Ben Sharpsteen                   |
| Music Land                                       | Disney             | 1935 | Wilfred Jackson                  |
| The Old Grey Hare                                | Warner Bros.       | 1944 | Bob Clampett                     |
| Old Man of the Mountain                          | Fleischer          | 1933 | Dave Fleischer                   |
| Plane Crazy                                      | Disney             | 1928 | Walt Disney și Ub Iwerks         |
| The Pointer                                      | Disney             | 1939 | Clyde Geronimi                   |
| Poor Cinderella                                  | Fleischer          | 1934 | Dave Fleischer                   |
| Popeye the Sailor Meets Ali Baba's Forty Thieves | Fleischer          | 1937 | Dave Fleischer                   |
| Rabbit Hood                                      | Warner Bros.       | 1949 | Chuck Jones                      |
| Rhapsody in Rivets                               | Warner Bros.       | 1941 | Friz Freleng                     |
| Rhapsody Rabbit                                  | Warner Bros.       | 1946 | Friz Freleng                     |
| Scaredy Cat                                      | Warner Bros.       | 1948 | Chuck Jones                      |
| Screwball Squirrel                               | MGM                | 1944 | Tex Avery                        |
| Señor Droopy                                     | MGM                | 1949 | Tex Avery                        |
| The Street                                       | NFB                | 1976 | Caroline Leaf                    |
| The Sunshine Makers                              | Van Beuren         | 1935 | Ted Eshbaugh                     |
| Swing Shift Cinderella                           | MGM                | 1945 | Tex Avery                        |
| A Tale of Two Kitties                            | Warner Bros.       | 1942 | Bob Clampett                     |
| Thru the Mirror                                  | Disney             | 1936 | David Hand                       |
| Tweetie Pie                                      | Warner Bros.       | 1947 | Friz Freleng                     |
| When Magoo Flew                                  | UPA                | 1955 | Peter Burness                    |
| Who Killed Cock Robin?                           | Disney             | 1935 | David Hand                       |
| A Wild Hare                                      | Warner Bros.       | 1940 | Tex Avery                        |
| Ciocănitoarea Woody                              | Lantz              | 1941 | Walter Lantz                     |
| Your Face                                        | Independent        | 1987 | Bill Plympton                    |